# Trinitee Stokes
Trinitee Stokes (* 12. April 2006 in Mississippi) ist eine US-amerikanische Schauspielerin und Sängerin, die durch ihre Rolle als Judy Cooper in K.C. Undercover bekannt wurde.

## Leben
Trinitee Stokes begann ihre Schauspielkarriere im Alter von drei Jahren in Werbekampagnen von AT & T und McDonald’s, woraufhin sie in mehreren Filmen und Serien Rollen bekam. Neben dem Schauspiel interessiert sich Stokes auch für Gesang, Mode und das Schreiben. 2013 veröffentlichte sie ihre erste Single Win Now.
Stokes lebt mit ihren Eltern in Los Angeles.

## Filmografie
- 2013: Daddy and Me (Kurzfilm)
- 2013: Red Phone (Kurzfilm)
- 2014: Missi (Kurzfilm)
- 2014: Daddy’s Day (Kurzfilm)
- 2014: Tempting Fade
- 2015: Austin & Ally (Fernsehserie, Episode 4x15)
- 2015: That One Smile
- 2015–2018: K.C. Undercover (Fernsehserie)
- 2019–2021: Mixed-ish (Fernsehserie)

## Diskografie
Singles
- 2013: Win Now